# Segunda Federación Femenina
La Segunda Federación FutFem es la tercera categoría femenina del sistema de ligas de fútbol de España, inmediatamente inferior a la Primera Federación, con la que comparte su estatus semiprofesional, e inmediatamente superior a la Primera Nacional. Hasta la reestructuración de las categorías femeninas de 2022, era conocida como la Segunda División.
Gestionada por la Real Federación Española de Fútbol, estamento nacional a cargo de las divisiones no profesionales del país, quedando las de estatus profesional a cargo de estamentos privados, en este caso, de la recientemente constituida Liga Profesional de Fútbol Femenino (LPFF) —a cargo de la primera edición de la máxima categoría femenina—.

## Historia
Fue creada en 2022 tras una nueva reestructuración por parte de la RFEF del fútbol femenino, más acorde a los cambios del año anterior también aplicados al masculino. Así, la nueva configuración de las categorías la situó como división intermedia entre la Segunda División (renombrada como Primera Federación y la Primera Nacional (en adelante cuarta categoría). Tales cambios vinieron provocados por la ansiada y necesaria profesionalización del fútbol femenino, que tras diversos episodios finalmente fue ratificada con tal condición su máxima categoría de la Primera División por el Consejo Superior de Deportes.

## Organización
Esta liga es gestionado por la RFEF, como el resto de divisiones del fútbol femenino (exceptuando, la LPFF, organización, la cual colabora en la gestión). Las categorías son denominadas al igual que en futbol o futbol sala.[cita requerida]

## Historial
| Temporada | Campeones              | Campeones                 | Ascenso                                      | Ascenso                 |
| Temporada | Grupo Norte            | Grupo Sur                 | Directo                                      | Play-Off                |
| --------- | ---------------------- | ------------------------- | -------------------------------------------- | ----------------------- |
| 2022-23   | Atlético de Madrid "B" | Madrid C. F. F. "B"       | Atlético de Madrid "B" • Madrid C. F. F. "B" | C. E. Europa            |
| 2023-24   | Real Madrid C. F. "B"  | C. D. Getafe              | Real Madrid C. F. "B" • C. D. Getafe         | C. D. Atlético Baleares |
| 2024-25   | C. E. Europa           | F. Canaria C. D. Tenerife | F. Canaria C. D. Tenerife • C. E. Europa     |                         |

## Palmarés
Nota: indicadas en negrita las temporadas en las que también consiguió el ascenso a Segunda Federación.
| Club                      | Títulos | Años         |
| ------------------------- | ------- | ------------ |
| Atlético de Madrid "B"    | 1       | 2022-23 (GN) |
| Madrid C. F. F. "B"       | 1       | 2022-23 (GS) |
| Real Madrid C. F. "B"     | 1       | 2023-24 (GN) |
| C. D. Getafe              | 1       | 2023-24 (GS) |
| C. E. Europa              | 1       | 2024-25 (GN) |
| F. Canaria C. D. Tenerife | 1       | 2024-25 (GS) |

## Clasificación Histórica
Actualizado tras la finalización de la temporada 2024–25.
| Pos. | Equipo                        | Temp. | Pts | PJ | PG | PE | PP | GF  | GC  | DG  | Cam | Sub | Pro | Asc |
| ---- | ----------------------------- | ----- | --- | -- | -- | -- | -- | --- | --- | --- | --- | --- | --- | --- |
| 1    | Fundación Canaria CD Tenerife | 3     | 173 | 90 | 53 | 15 | 22 | 160 | 84  | +76 | 1   | 1   |     |     |
| 2    | Real Unión de Tenerife        | 3     | 158 | 90 | 46 | 20 | 24 | 170 | 109 | +61 |     |     |     |     |
| 3    | Levante UD B                  | 3     | 144 | 90 | 46 | 16 | 28 | 151 | 115 | +36 |     |     |     |     |
| 4    | Real Racing Club              | 3     | 143 | 90 | 39 | 26 | 25 | 126 | 95  | +31 |     |     |     |     |
| 5    | Atlético Villalonga FF        | 3     | 141 | 90 | 39 | 24 | 27 | 132 | 106 | +26 |     |     |     |     |
| 6    | Real Madrid B                 | 2     | 136 | 60 | 42 | 10 | 8  | 118 | 41  | +77 | 1   | 1   |     |     |
| 7    | CE Europa                     | 2     | 132 | 60 | 41 | 9  | 10 | 127 | 40  | +87 | 1   | 1   | 1   | 2   |
| 8    | Málaga CF                     | 3     | 129 | 90 | 35 | 24 | 31 | 118 | 116 | +2  |     |     |     |     |
| 9    | Atlético Baleares             | 2     | 128 | 60 | 39 | 11 | 10 | 112 | 53  | +59 | 1   | 1   | 1   |     |
| 10   | Spar Gran Canaria             | 3     | 128 | 90 | 35 | 23 | 32 | 120 | 104 | +16 |     |     |     |     |
| 11   | UDG Tenerife B                | 2     | 125 | 60 | 37 | 14 | 9  | 112 | 46  | +66 | 2   | 2   |     |     |
| 12   | C.D Getafe                    | 2     | 121 | 60 | 37 | 13 | 11 | 94  | 43  | +51 | 1   | 1   |     |     |
| 13   | Zaragoza CFF                  | 3     | 120 | 90 | 34 | 18 | 38 | 134 | 130 | +4  |     |     |     |     |
| 14   | Real Oviedo                   | 2     | 118 | 60 | 35 | 13 | 12 | 94  | 40  | +54 | 1   | 1   | 1   |     |
| 15   | CD Pradejón                   | 3     | 118 | 90 | 33 | 19 | 38 | 110 | 109 | +1  |     |     |     |     |
| 16   | CFF Cáceres Atlético          | 3     | 117 | 90 | 34 | 15 | 41 | 111 | 125 | −14 |     |     |     |     |
| 17   | Madrid CFF B                  | 2     | 105 | 60 | 31 | 12 | 17 | 103 | 63  | +40 |     |     |     |     |
| 18   | Elche CF                      | 2     | 100 | 60 | 29 | 13 | 18 | 123 | 73  | +50 | 1   | 1   |     |     |
| 19   | Valencia Féminas CF B         | 3     | 107 | 90 | 31 | 14 | 45 | 114 | 154 | −40 |     |     |     |     |
| 20   | Real Sociedad de Fútbol B     | 2     | 98  | 60 | 27 | 17 | 16 | 95  | 64  | +31 |     |     |     |     |
| 21   | CDF Osasuna Femenino B        | 3     | 97  | 90 | 25 | 22 | 43 | 93  | 139 | −46 |     |     |     |     |
| 22   | CD Juan Grande                | 2     | 79  | 60 | 21 | 16 | 23 | 69  | 63  | +6  |     |     |     |     |
| 23   | CD Guiniguada Apolinario      | 2     | 79  | 60 | 22 | 13 | 25 | 69  | 88  | −19 |     |     |     |     |
| 24   | Córdoba CF                    | 2     | 72  | 60 | 20 | 12 | 28 | 80  | 83  | −3  |     |     |     |     |
| 25   | Rayo Vallecano de Madrid      | 2     | 71  | 60 | 18 | 17 | 25 | 62  | 75  | −13 |     |     |     |     |
| 26   | Club Atlético de Madrid C     | 2     | 70  | 60 | 15 | 25 | 20 | 63  | 75  | −12 |     |     |     |     |
| 27   | SD Huesca                     | 2     | 68  | 60 | 18 | 14 | 28 | 58  | 76  | −18 |     |     |     |     |
| 28   | Club Atlético de Madrid B     | 1     | 67  | 30 | 21 | 4  | 5  | 58  | 21  | +37 | 1   | 1   |     |     |
| 29   | Club Bizkerre                 | 2     | 64  | 60 | 16 | 16 | 28 | 54  | 72  | −18 |     |     |     |     |
| 30   | Espanyol B                    | 2     | 64  | 60 | 18 | 10 | 32 | 87  | 118 | −31 |     |     |     |     |
| 31   | Real Sporting de Gijón        | 2     | 64  | 60 | 18 | 10 | 32 | 78  | 115 | −37 |     |     |     |     |
| 32   | Athletic Club B               | 1     | 60  | 30 | 17 | 9  | 4  | 45  | 19  | +26 |     |     |     |     |
| 33   | Athletic Club C               | 2     | 59  | 60 | 16 | 11 | 33 | 57  | 109 | −52 |     |     |     |     |
| 34   | Unión Viera                   | 2     | 58  | 60 | 14 | 16 | 30 | 64  | 104 | −40 |     |     |     |     |
| 35   | CFF Albacete                  | 2     | 53  | 60 | 16 | 5  | 39 | 43  | 102 | −59 |     |     |     |     |
| 36   | Real Betis B                  | 1     | 51  | 30 | 16 | 3  | 11 | 54  | 31  | +23 |     |     |     |     |
| 37   | La Solana                     | 2     | 51  | 60 | 13 | 12 | 35 | 42  | 83  | −41 |     |     |     |     |
| 38   | CFF Olympia Las Rozas         | 1     | 47  | 30 | 14 | 5  | 11 | 50  | 38  | +12 |     |     |     |     |
| 39   | CF Pozuelo de Alarcón         | 1     | 41  | 30 | 11 | 8  | 11 | 39  | 43  | −4  |     |     |     |     |
| 40   | SD Eibar B                    | 1     | 40  | 30 | 10 | 10 | 10 | 41  | 43  | −2  |     |     |     |     |
| 41   | Real Avilés Industrial CF     | 1     | 37  | 30 | 9  | 10 | 11 | 29  | 33  | −4  |     |     |     |     |
| 42   | CD Parquesol                  | 1     | 30  | 30 | 9  | 3  | 18 | 29  | 58  | −29 |     |     |     |     |
| 43   | U.D Almería                   | 1     | 26  | 30 | 7  | 5  | 18 | 23  | 52  | −29 |     |     |     |     |
| 44   | Sárdoma                       | 1     | 26  | 30 | 6  | 8  | 16 | 28  | 60  | −32 |     |     |     |     |
| 45   | FUE Cornellà                  | 1     | 21  | 30 | 5  | 6  | 19 | 34  | 77  | −43 |     |     |     |     |
| 46   | CD Pozoalbense                | 1     | 20  | 30 | 6  | 2  | 22 | 31  | 79  | −48 |     |     |     |     |
| 47   | PM Friol                      | 1     | 17  | 30 | 4  | 5  | 21 | 34  | 73  | −39 |     |     |     |     |
| 48   | Torrelodones CF               | 1     | 15  | 30 | 3  | 6  | 21 | 26  | 65  | −39 |     |     |     |     |
| 49   | CD Orientación Marítima       | 1     | 15  | 30 | 4  | 3  | 23 | 26  | 83  | −57 |     |     |     |     |
| 50   | Santa Teresa C.D              | 1     | 0   | 30 | 0  | 0  | 30 | 0   | 90  | −90 |     |     |     |     |